# Asapharcha
Asapharcha é um gênero de traça pertencente à família Agonoxenidae.